# ميليسا جيفرسون
ميليسا جيفيرسون (من مواليد 21 فبراير 2001) هي عداءة أمريكية في سباقات المضمار والميدان فازت بالميدالية البرونزية في دورة الألعاب الأولمبية الصيفية 2024 في سباق 100 متر.